# オイラト語
オイラト語（オイラトご、Өөрд келн）は、オイラト系諸部族によって話される言語であり、アルタイ諸語モンゴル語族に分類される。話者はロシア連邦カルムイク共和国、モンゴル国西部、中国新疆ウイグル自治区、青海省、甘粛省に分布しており、書き言葉としてはカルムイク共和国で用いられるカルムイク語（ru、zh、en）、中国新疆ウイグル自治区で用いられるオイラト文語が存在する。Redbookに載る危機言語。

## 名称
オイラット語などとも表記される。カルムイク共和国で用いられているオイラト語を限定してカルムイク語ということもある。中国語では衛拉特語/卫拉特语(注音: ㄨㄟˋ ㄌㄚ ㄊㄜˋㄩˇ、拼音: Wèilātèyŭ)と呼ぶ。

## 話者分布
オイラト語の主な話者はロシア連邦カルムイク共和国、モンゴル国西部（ホブド・アイマク及びオブス・アイマク）、中国新疆ウイグル自治区、青海省、甘粛省に暮らしているオイラト族である。
カルムイク共和国の人口の半数はカルムイク人が占めている。彼らは1630年代に内戦を避けてボルガ川流域に移動したオイラト族トルグート部の末裔である。ロシア連邦においてオイラト族とオイラト語はひとつの民族、ひとつの言語とみなされ、カルムイク人、カルムイク語と呼ばれる。カルムイク共和国においてオイラト語はロシア語と並ぶ公用語であり、キリル文字による書き言葉を持っている。
モンゴル国と中国では、オイラト族はモンゴル民族に含まれ、独立した一つの民族としてみなされていない。しかし、元来オイラト族の文化、習慣などはモンゴル民族と違いがある。オイラト語も行政上それぞれの国における標準語（モンゴル国ではモンゴル語のハルハ方言、中国ではモンゴル語のチャハル方言を標準語の基礎としている）に対する方言とされており、実際それぞれの標準語の影響を受けた中間的な言語（または方言）に変質している。モンゴル国及び中国のオイラト語話者は書き言葉としてはそれぞれの標準語を用いるが、唯一新疆ウイグル自治区のオイラト族は1648年にモンゴル文字を基に作られたトド文字を用いたオイラト語の書き言葉、すなわちオイラト文語を用いる。現在学校機関におけるオイラト文語の教育はなくなり、モンゴル文字によるモンゴル語の文語が学ばれるようになっているが、新聞、雑誌、書籍などでは現在もオイラト文語が使用されている。
| 地域                   | 文語（文字）               | 口語標準語   |
| ---------------------- | -------------------------- | ------------ |
| カルムイク共和国       | カルムイク語（キリル文字） | カルムイク語 |
| 中国新疆ウイグル自治区 | オイラト文語（トド文字）   |              |
| 中国青海省、甘粛省     |                            |              |

オイラト語派はRedbookに載る危機言語であり、街中でも聞くことはまれである。ロシア構成共和国であるカルムイク共和国の首都にあるカルムイク大学にはカルムイク語・文化学科がありオイラト語を教える学生を育ててはいるが、彼らの普段の会話からもオイラト語を聞くことはまれというのが21世紀初めの状態である。
カルムイク共和国、モンゴル国、中国におけるオイラト語は文化的に一つの言語圏をなしてはおらず、発音・文法・語彙の面において差異が認められ得る。

## 標準語と方言
オイラト語の標準語を定めているのはカルムイク共和国のみであり、モンゴル国及び中国（内モンゴル）の影響で、オイラト語はモンゴル語の方言とみなされているため標準化されていない。カルムイク共和国のオイラト語標準語は基本的にトルグート方言に基づいているが、ドルベト方言の要素も含まれている。
カルムイク共和国の主要な方言はトルグート方言とドルベト方言である。この二つは音声と語彙にわずかな差が見られる。
1. モンゴル文語の第二音節以降の-ayi-, -oyi-に対してトルグート方言では/aː/が、ドルベト方言では/æː/が相当する。
2. トルグート方言の第一音節でb, mに先行する母音/u, y/がドルベト方言では/o, ø/となる。

ドン川流域のカルムイク語をブザワ方言として一つの方言とみなすことがある。上記1.の特徴はトルグート方言に一致するが、そのほかの面ではドルベト方言に一致する。
その他の地域の方言は調査が不十分であり、詳しい分類は行われていない。
- ブザワ方言 Buzawa (xal-buz)
- ドルベト方言 Dörböt (xal-drb)
- オイラト方言 Oirat (xal-oir)
- Sart Qalmaq (xal-sar)
- トルグート方言 Torgut (xal-tor)

## 音韻
ここではカルムイク共和国におけるオイラト語、すなわちカルムイク語の音韻について述べる。

### 母音
カルムイク語の短母音には/a, o, u, æ, ø, e, y, i/の8つがある。
|    | 前舌   | 前舌 | 後舌   | 後舌 |
|    | 非円唇 | 円唇 | 非円唇 | 円唇 |
| -- | ------ | ---- | ------ | ---- |
| 狭 | и/i/   | ү/y/ |        | у/u/ |
| 中 | е/e/   | ө/ø/ |        | о/o/ |
| 広 | ә/æ/   |      | а/a/   |      |

短母音は第一音節においては8つが音素として区別されるが、第二音節以降では単一の音素/ə/に中和される。長母音はそれぞれの短母音に対応する形で/aː, oː, uː, æː, øː, eː, yː, iː/の8つが音素として存在する。二重母音は存在せず、モンゴル文語のayi, uyi, oyiには/æː, yː, øː/が対応する。

#### 母音調和
母音は短・長に関係なく後舌母音/a, o, u/と前舌母音/æ, ø, e, y, i/に分類される。第一音節の母音が後舌母音である場合、第二音節以降の長母音は/aː, uː, iː/のいずれかに限定され、第一音節の母音が前舌母音である場合、第二音節以降の長母音は/æː, øː, iː/のいずれかに限定される。第二音節以降の短母音は音素としては一つに中和されるため、母音調和とは無関係である。また、モンゴル語ハルハ方言などでは、円唇母音/o, ɵ/の後で/aː, eː/がそれぞれ/oː, ɵː/に同化されるという前進的円唇化が起こったが、オイラト語においては前進的円唇化が起こらなかったため、母音調和の構造が比較的単純である。
| 第一音節の母音                | 第二音節以降の長母音 | 第二音節以降の長母音 |
| ----------------------------- | -------------------- | -------------------- |
| a, aː o, oː u, uː             | aː, uː               | iː                   |
| æ, æː ø, øː e, eː y, yː i, iː | æː, yː               | iː                   |

このような母音調和は一つの形態素内のみにとどまらず、接尾辞まで及ぶ。そのため、接尾辞のなかには/a/~/æ/及び/u/~/ø/の母音交替による異形態を持つものが多い。

### 子音
|        |        | 両唇 | 歯茎  | 口蓋化歯茎 | 軟口蓋 | 口蓋垂 |
| ------ | ------ | ---- | ----- | ---------- | ------ | ------ |
| 破裂音 | 無声   | п/p/ | т/t/  | /tʲ/       | к/k/   |        |
| 破裂音 | 有声   | б/b/ | д/d/  | /dʲ/       | г/g/   |        |
| 摩擦音 | 無声   |      | с/s/  | ш/ʃ/       |        | х/χ/   |
| 摩擦音 | 有声   |      | з/z/  |            |        | һ/ʁ/   |
| 破擦音 | 無声   |      | ц/ts/ | ч/ʧ/       |        |        |
| 破擦音 | 有声   |      |       | җ/ʤ/       |        |        |
| 鼻音   | 鼻音   | м/m/ | н/n/  |            | ң/ŋ/   |        |
| 震え音 | 震え音 |      | р/r/  |            |        |        |
| 側面音 | 側面音 |      | л/l/  | /lʲ/       |        |        |

/b/は語頭及び/m/の直後では[b]、語中・語末では摩擦音として現れ無声子音の前では[ɸ]、それ以外では[β]となる。

## 表記

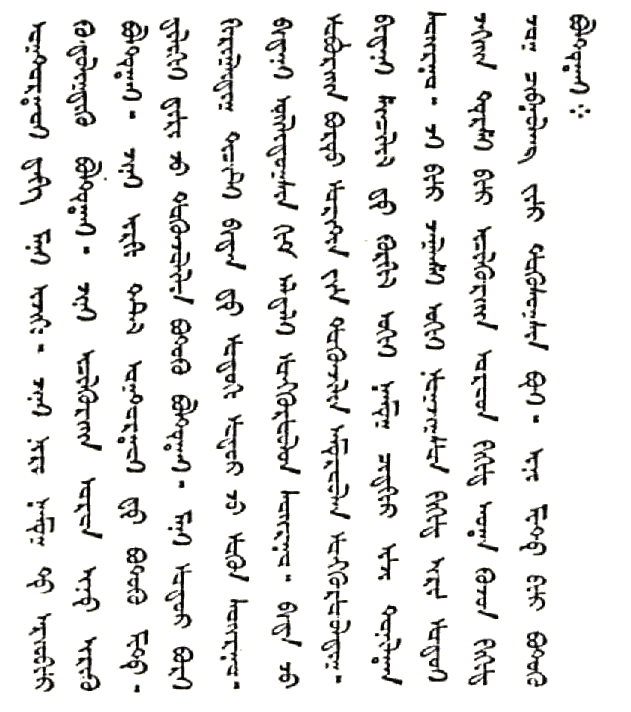
トド文字で書かれたカルムイク語による主の祈りの一節。（1870年）

元来、オイラト族には文字は無く、モンゴル帝国時代にモンゴルに支配された時期、モンゴル文語を用いていたが、1648年にザヤ・パンディタがモンゴル文字を改良したトド(托忒)文字を考案してからは、トド文字によって書き表されるオイラト文語を書き言葉とした。ただしこのオイラト文語はオイラト語の口語に完全に立脚したものではなく、それまで用いてきたモンゴル文語の影響が多々あるということが指摘されている。
現在、オイラト文語を用いているのは中国新疆ウイグル自治区のオイラト族のみである。中国のその他の地域では内モンゴル語が、モンゴル国ではモンゴル語が書き言葉として使用されており、オイラト語を表記する標準化された正書法を持たない。
カルムイク共和国においては1924年にキリル文字による正書法を定め、1931年にはモンゴル人民共和国、カルムイク共和国、ブリヤート共和国共通のセレンゲ方言を基礎としたラテン文字による正書法に転換したが、1937年にはソ連内のラテン字化運動の路線変更の影響もあり他の共和国とは異なるカルムイク共和国独自のキリル文字による正書法を定めた。この正書法はオイラト語のトルグート方言を基礎としている。

### トド文字による表記
トド文字を参照。

### キリル文字による表記
カルムイク語に用いるキリル文字はロシア語に用いる33のキリル文字にә, һ, җ, ң, ө, үの6字を追加した39字であり、母音字13字、子音字23字、半母音字1字、記号2字である。このうち、в, ё, ж, ф, щは外来語にのみ用いられ、固有のカルムイク語に用いられることはない。
| 大文字 | А   | Ә   | Б   | В     | Г   | Һ   | Д   | Е     | Ё      | Ж     | Җ   | З   | И      | Й   | К    | Л   | М   | Н    | Ң    | О   |
| 小文字 | а   | ә   | б   | в     | г   | һ   | д   | е     | ё      | ж     | җ   | з   | и      | й   | к    | л   | м   | н    | ң    | о   |
| 音価   | /a/ | /æ/ | /b/ | ([v]) | /g/ | /ʁ/ | /d/ | /e/   | ([jo]) | ([ʒ]) | /ʤ/ | /z/ | /i/    | /j/ | /k/  | /l/ | /m/ | /n/  | /ŋ/  | /o/ |
| 大文字 | Ө   | П   | Р   | С     | Т   | У   | Ү   | Ф     | Х      | Ц     | Ч   | Ш   | Щ      | Ъ   | Ы    | Ь   | Э   | Ю    | Я    |     |
| 小文字 | ө   | п   | р   | с     | т   | у   | ү   | ф     | х      | ц     | ч   | ш   | щ      | ъ   | ы    | ь   | э   | ю    | я    |     |
| 音価   | /ø/ | /p/ | /r/ | /s/   | /t/ | /u/ | /y/ | ([f]) | /χ/    | /ts/  | /ʧ/ | /ʃ/ | ([ʃʧ]) |     | /i:/ |     | /e/ | /ju/ | /ja/ |     |

第一音節の短母音は母音字一つ、長母音は母音字を二つ重ねて書くことで示す。ただし第二音節以降では短母音は弱母音化するため表記せず長母音は母音字一つで示す。例：/baːtər/→баатр

## 文法
- 名詞の曲用には複数、格、再帰所属語尾、人称所属語尾の4つがある。格には、ハルハ・モンゴル語に見られない連帯格が存在する。
- 動詞の活用には活用語尾（命令形、終止形、形動詞形、副動詞形）がある。
- 基本語順はS-O-Vであり、修飾語は被修飾語の前に置かれるため、語順は日本語に非常によく似ている。
- 述語には人称語尾が付される。人称語尾は主語の人称と数を表すもので、ハルハ・モンゴル語にはない文法要素である。

## 語彙
カルムイク語はモンゴル語族の基本語彙の他、ロシア語から多くの語彙を借用している。